# Nierenstein-Reaktion
Die Nierenstein-Reaktion ist eine Namensreaktion aus dem Bereich der Organischen Chemie. Sie ist benannt nach Maximilian Nierenstein. Ausgehend von einem Carbonsäurechlorid wird dabei mit Diazomethan ein α-Chlormethylketon synthetisiert:

## Reaktionsmechanismus
Zunächst wird das Carbonsäurechlorid mit dem Diazomethan umgesetzt. In dem entstehenden Zwischenprodukt wird durch Umlagerung das Chloridion abgespalten, welches im nächsten Schritt am benachbarten Kohlenstoffatom der Diazo-Gruppe angreift. Stickstoff (N2) wird abgespalten und das Endprodukt, das Chlormethylketon, entsteht.